# Teaser (band)
Teaser was een Nederlandse band uit Enschede, opgericht in 1977 door Adriaan van den Berg. De band was een voorloper van de groep Vandenberg.
In 1978 debuteerde de band met een elpee met bluesrock. Er volgden optredens in Nederland, België en Duitsland en er bleek belangstelling vanuit Engeland en Japan.
In 1980 werd Teaser ontbonden.

## Bandleden
- Adriaan van den Berg (later: Adje of Adrian Vandenberg) - gitaar
- Jos Veldhuizen - zang
- Peter van Eyk - basgitaar
- Nico de Gooyer - drums

## Discografie
- 1978 7-inch - Do it to me / Don't tease me
- 1978 7-inch - What you need is love / It's gonna be alright
- 1978 LP Teaser
  - 1. What you need is love
  - 2. I've sold my soul to rock 'n' roll
  - 3. Ride on train
  - 4. Don't break my heart
  - 5. Don't try to change me
  - 6. I need love
  - 7. Leave me if you want to
  - 8. I'm a bad man
  - 9. It's gonna be alright
  - 10. Do it to me
- 1997 CD (reissue) Teaser 
  - bonus tracks:
  - 1. Don't tease me
  - 2. Oh Theresa (single mix)
  - 3. Oh Theresa (old mix)
- 1979 7-inch - Oh Theresa / I need love
- 1980 7-inch - Now I need you more than ever / Roll thru' the night